# おおふなと斎苑
おおふなと斎苑（おおふなとさいえん）は岩手県大船渡市立根町字猫足83にある火葬場・斎場である。動物などが火葬できるように、動物火葬炉も設定されている。東日本大震災では一部施設を損傷する被害が出た。

## 最寄駅
- 三陸鉄道リアス線盛駅から車で10分